# عوامل مقوية للقلب
تؤثر العوامل المقوية للقلب، المعروفة أيضًا باسم مقوِيات التقلص العضلي أو المنشطات القلبية، إيجابًا على عضلة القلب (الطبقة العضلية للقلب) من خلال تعزيز انقباضها. وعلى عكس مقوِيات التقلص العضلي العامة، تتميز هذه العوامل بمستوى أعلى من التحديد لأنها تستهدف عضلة القلب بشكل انتقائي. ويمكن تصنيفها إلى أربع مجموعات مميزة بناءً على آليات عملها الفريدة: غليكوزيدات القلب، ومنبهات بيتا الأدرينالية، ومثبطات فوسفودايستيراز 3، ومحسسات الكالسيوم. من المهم ملاحظة أن بعض الأدوية، مثل ميلرينون وديجوكسين، لها تصنيفات متداخلة نظرًا لقدرتها على تفعيل آليات عمل متعددة. تجعل خصائصها المقوية للقلب عوامل مقوِية القلب حاسمة في معالجة قصور التروية، وحالات قصور القلب الحاد، بما في ذلك الصدمة القلبية، وكذلك في الإدارة طويلة الأمد لقصور القلب. تنشأ هذه الحالات عندما تضعف قدرة القلب على تلبية احتياجات الجسم.

## التصنيف

### 1- غليكوزيدات القلب

#### آلية العمل
تثبط غليكوزيدات القلب، مثل الديجوكسين، بشكل رئيسي مضخة الصوديوم والبوتاسيوم (Na+/K+ ATPase)، وهو بروتين مهم موجود على سطح خلايا عضلة القلب. باستخدام ATP (مصدر الطاقة في الخلية)، يسهل هذا البروتين نقل أيونات البوتاسيوم خارج الخلية (K+) إلى داخلها، بينما يصدر أيونات الصوديوم (Na+) إلى الخارج، محافظًا على تبادل متوازن بنسبة 1:1. وبالتالي، عند حجب هذا البروتين، يتراكم الصوديوم داخل خلايا عضلة القلب.
علاوة على ذلك، تمتلك خلايا عضلة القلب بروتينًا سطحيًا آخر يعرف باسم مبادل الصوديوم والكالسيوم (Na+/Ca2+). يحفز تراكم الصوديوم خروجه من الخلية، ويسمح في الوقت نفسه بتدفق أيونات الكالسيوم عبر هذا المبادل. وبالتالي، ترتفع مستويات الكالسيوم داخل الخلايا.
يعد التفاعل بين أيون الكالسيوم (Ca2+) وتروبونين سي (TnC) ذا أهمية كبيرة، إذ يهيئ ألياف العضلات لآلية الخيوط المنزلقة، وهو ما يفسر انقباض العضلات. مع زيادة مستويات أيون الكالسيوم، تشتد التفاعلات بينه وبين TnC، ما يؤدي إلى انقباضات أقوى لخلايا عضلة القلب. وقد ثبت أن الجرعات العلاجية من غليكوزيدات القلب تعزز انقباض القلب، الأمر الذي يفيد المرضى الذين يعانون من ضعف وظائف القلب، مثل مرضى قصور القلب.

#### جدول معلومات الأدوية
| الفئات الخاصة | التحذيرات | الآثار الجانبية الشائعة                                                    | الاستطبابات العامة                                                     | أمثلة الأدوية                 |
| الحمل: يمكن استخدامه، وقد يتطلب تعديل الجرعة الرضاعة: الكمية الموجودة في حليب الأم غير مهمة، والأذى على الجنين غير مدروس بشكل كافٍ القصور الكلوي: يجب النظر في تقليل جرعة البداية والجرعة الاستمرارية | ضعف وظائف الكلى اضطرابات الغدة الدرقية متلازمة الشريان التاجي الحادة (انخفاض مفاجئ في تدفق الدم إلى عضلة القلب) اضطرابات الكهارل (فرط كالسيوم الدم، نقص بوتاسيوم الدم، نقص مغنيزيوم الدم) | الدوخة الغثيان الإسهال الطفح الجلدي اضطرابات الرؤية اضطراب نظم القلب القيء | فشل القلب مع انخفاض الكسر القذفي الرجفان الأذيني (اضطراب في نظم القلب) | ديجوكسين ديجيتاليس ديجيتوكسين |

### 2- منبهات بيتا الأدرينالية

#### آلية العمل
يمكن اعتبار الهرمونات المنتجة طبيعيًا، مثل النورإبينفرين والإبينفرين، أو الأدوية المصنعة مثل الدوبوتامين، مجتمعة منشطات بيتا. وتحديدًا، يرتبط الدوبوتامين انتقائيًا بمستقبلات بيتا 1 الموجودة على سطح خلايا عضلة القلب المتخصصة. وبالمقارنة مع مستقبلات بيتا 2، يعد بيتا 1 النوع السائد من حيث الكمية والوظيفة داخل القلب.
بروتينات Gs هي وحدة فرعية من عائلة كبيرة من المستقبلات تسمى مستقبلات G-المقترنة بالبروتين (GPCRs). ونظرًا لطبيعة الاقتران بين بيتا 1 وبروتينات Gs وإنزيم أدينيليل سيكليز، فإن تنشيط بروتينات Gs ينشط في النهاية أدينيليل سيكليز، المسؤول عن تحويل ATP إلى cAMP. وبالتالي، تؤدي منبهات بيتا إلى ارتفاع مستويات cAMP، الأمر الذي ينشط بروتينًا معتمدًا على cAMP يسمى بروتين كيناز أ (PK-A). يلعب PK-A دورًا محوريًا في زيادة مستويات Ca2+ داخل الخلايا من خلال آليتين:
- تؤدي فسفرة قنوات Ca2+ من النوع L إلى تنشيطها، الأمر الذي يؤدي إلى تدفق Ca2+ خارج الخلايا إلى الخلايا العضلية القلبية.[7]
- الفسفرة في مواقع محددة على الشبكة الساركوبلازمية (SR)، وهي حجرة داخل الخلايا تعمل كموقع تخزين Ca2+. تؤدي الفسفرة إلى تنشيط مستقبلات الريانودين (RyRs) على سطح SR، مما يؤدي إلى إطلاق Ca2+ من هذه الحجرة إلى السيتوزول (السائل الشامل الذي يغمر الحجرات المختلفة داخل الخلايا).[8]

وعلى غرار آلية عمل غليكوزيدات القلب، يترجم ارتفاع Ca2+ في النهاية إلى قوة انقباض قلبية أقوى.

#### جدول معلومات أدوية الصدمة القلبية
| الفئات الخاصة                                                                            | الاحتياطات | الآثار الجانبية الشائعة                                                              | الاستطبابات العامة | أمثلة الأدوية                                                   |
| الاستخدام الفوري في حالة الصدمة القلبية أو انخفاض ضغط الدم الحاد المعرض لخطر تلف الأعضاء | احتشاء عضلة القلب الحاد النوبة القلبية) تصلب الشرايين (انسداد جدار الأوعية الدموية) اضطرابات نظم القلب داء السكري | اضطرابات نظم القلب (خلل في نظم القلب) ألم في الصدر ارتفاع ضغط الدم خفقان القلب القلق | الصدمة التحسسية الصدمة القلبية توقف القلب انخفاض ضغط الدم الحاد فشل القلب غير المعوض إحصار أذيني بطيني (خلل في النظام الكهربائي للقلب) | الإبينفرين النورإبينفرين الدوبامين الدوبوتامين الإيزوبروتيرينول |